# Futurians

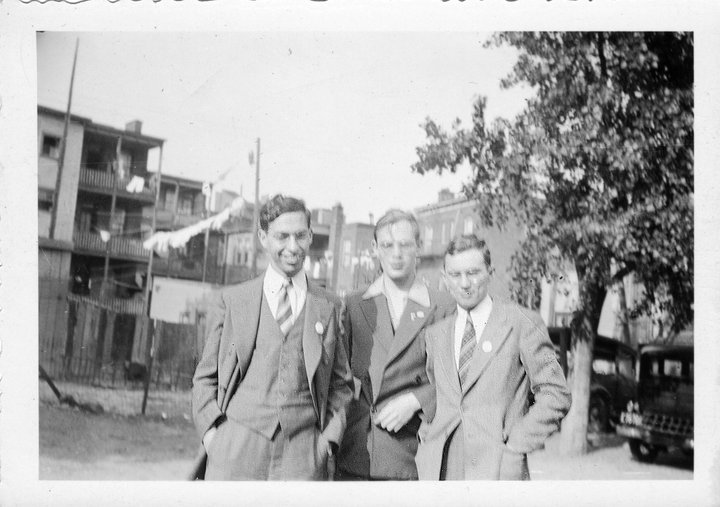
Donald A., Wollenheim, Frederik Pohl och John Michel, 1938.

The Futurians var en tidig grupp science fiction-fans i New York som förde samman många personer som senare skulle komma att i stor utsträckning påverka genren som författare, redaktörer och kritiker. Bland medlemmarna fanns till exempel Isaac Asimov, Frederik Pohl, Damon Knight, Cyril M. Kornbluth, James Blish, Donald A. Wollheim, Richard Wilson och Judith Merril. Utöver sin fandomaktivitet och fanzinproduktion var gruppen även känd för sina radikala politiska åsikter. The Futurians var aktiva mellan 1938 och 1945.